# Vallei der Koningen
De Vallei der Koningen (Arabisch: وادي الملوك, Wadi el-Muluk, ook wel Dal der Koningen) in Opper-Egypte nabij de historische stad Thebe (nu: Luxor) is de collectieve begraafplaats van farao's uit het Nieuwe Rijk. Sinds 1979 staat de Vallei der Koningen op de Werelderfgoedlijst.

## Geschiedenis
Van oudsher was deze vallei erg belangrijk in mythologisch opzicht. Er werd veel gebouwd, er zijn tempels aangetroffen uit de vroege tijd, het Oude Rijk en het Middenrijk. De echte bouwactiviteiten begonnen echter in het Nieuwe Rijk. Hier werden tombes voor de farao's aangelegd. Het bekendste graf is dat van Toetanchamon, ontdekt door Howard Carter. Sommige graven werden al in de oudheid geplunderd en lagen in de rest van de geschiedenis open voor het publiek, zoals dat van Ramses IV (DK2), daar is ook veel graffiti gevonden. Ten zuiden van de Vallei der Koningen bevinden zich het arbeidersdorpje Deir el-Medina waar de arbeiders woonden die de koningsgraven aanlegden en de Vallei der Koninginnen.
In het midden van het nieuwe rijk werden ook diverse privé-graven aangelegd door de adel. In het late nieuwe rijk begon men te plunderen in de vallei die minder goed werd bewaakt. Omdat de farao's zo weelderig werden begraven was de verleiding voor de armere bevolking groot om te gaan plunderen. Daarom werden door de hogepriesters in het begin van de derde tussenperiode de sarcofagen verzameld en meegenomen naar een verborgen plek (cachette). Tijdens de late tijd is er zelfs een rechtszaak geweest omdat men had gemerkt dat iemand had geplunderd, althans dit is gebleken uit een papyrus.
De keuze om de graven van de farao's op deze desolate plek te herbergen is geboren uit de pure noodzaak om de graven te kunnen beschermen tegen grafrovers. De graven op zich zijn gemakkelijk te verbergen in deze vallei, al bleek het idee om deze natuurlijke camouflage te gebruiken in de meeste gevallen niet erg effectief.

## Heden
De vallei bestaat uit twee delen, een westelijke helft en een oostelijke helft. De oostelijke helft is de plek waar toeristen de graven van de farao's uit het Nieuwe Rijk kunnen bezoeken, het westelijke gedeelte is op een enkele kleine tombe na alleen toegankelijk voor wetenschappers. Het vermoeden bestaat dat er zich nog meer graven bevinden, die tot op heden niet zijn ontdekt.
- Momenteel zijn er 60 tombes geïdentificeerd en een groot deel daarvan is ook daadwerkelijk te bezoeken. Er zijn steeds 10 tombes opengesteld voor het publiek. Na een periode van zes jaar worden deze gesloten, en worden er 10 andere tombes opengesteld.

- In februari 2006 werd in de oostelijke helft van de Vallei der Koningen een nieuw graf ontdekt, graf DK 63.

## Graven
De tombes van de vallei zijn, ondanks het feit dat zij in verschillende tijden zijn gebouwd, meestal gemaakt volgens een vast patroon. Eerst een schacht gegraven, die naar een schatkamer leidde waar verschillende objecten zoals juwelen, meubilair en rijtuigen stonden, die de dode nodig zou kunnen hebben. Hierna werd in een centrale ruimte de sarcofaag gezet, waarin de dode was bijgezet.